# Льодяна хмара

Анімація руху хмар на Марсі, космічний апарат Phoenix

Льодяна хмара — хмара, що складається з льодяних кристалів.
1. Хмара над поверхнею Землі, яка перебуває у верхньому ярусі на висоті більш як 6000 м. До таких хмар належать: перисті, перисто-купчасті, перисто-складні[1].
2. Хмара над поверхнею Марса, яка може містити як водяний лід, так і лід, що утворений з діоксиду вуглецю[2]. Такі хмари можуть бути достатньо великими, щоб відкидати тінь на поверхню Марса[2].